# Declarația de la Boulogne
Declarația de la Boulogne (în esperanto Bulonja Deklaracio; nume complet: `Deklaracio pri la esenco de Esperantismo~, declarație despre esența Esperantismului) a fost un document scris de L. L. Zamenhof și aprobat de către participanții la primul Congres Mondial de Esperanto de la Boulogne-sur-Mer (Franța) în 1905. Ea a definit „esperantismul” ca o mișcare pentru promovarea utilizării pe scară largă a limbii esperanto ca limbă auxiliară în relațiile internaționale și în contextele inter-etnice și nu ca înlocuitor al limbilor din propria zonă. Prin aceasta s-a decretat faptul că mișcarea esperanto este neutră din punct de vedere politic și religios. S-a stabilit că limba esperanto este în domeniul public și oricine o poate folosi după cum dorește, autorul acesteia renunțând la drepturile de autor încă de la început. S-a stabilit ca singura autoritate care stabilește regulile pentru vorbitorii de esperanto este Fundamento de Esperanto (o colecție de cărți de gramatică, dicționare și texte pentru exemplificare), pe care toți vorbitorii limbii sunt invitați să le studieze pentru a păstra stabilitatea limbii.

În cele din urmă, a definit și „esperantistul”, drept cineva care cunoaște și utilizează limba esperanto pentru orice scop, chiar dacă urmarea regulilor de formare a cuvintelor în esperanto îl face pe cel care folosește limba „adept al esperantismului” (esperantismo).

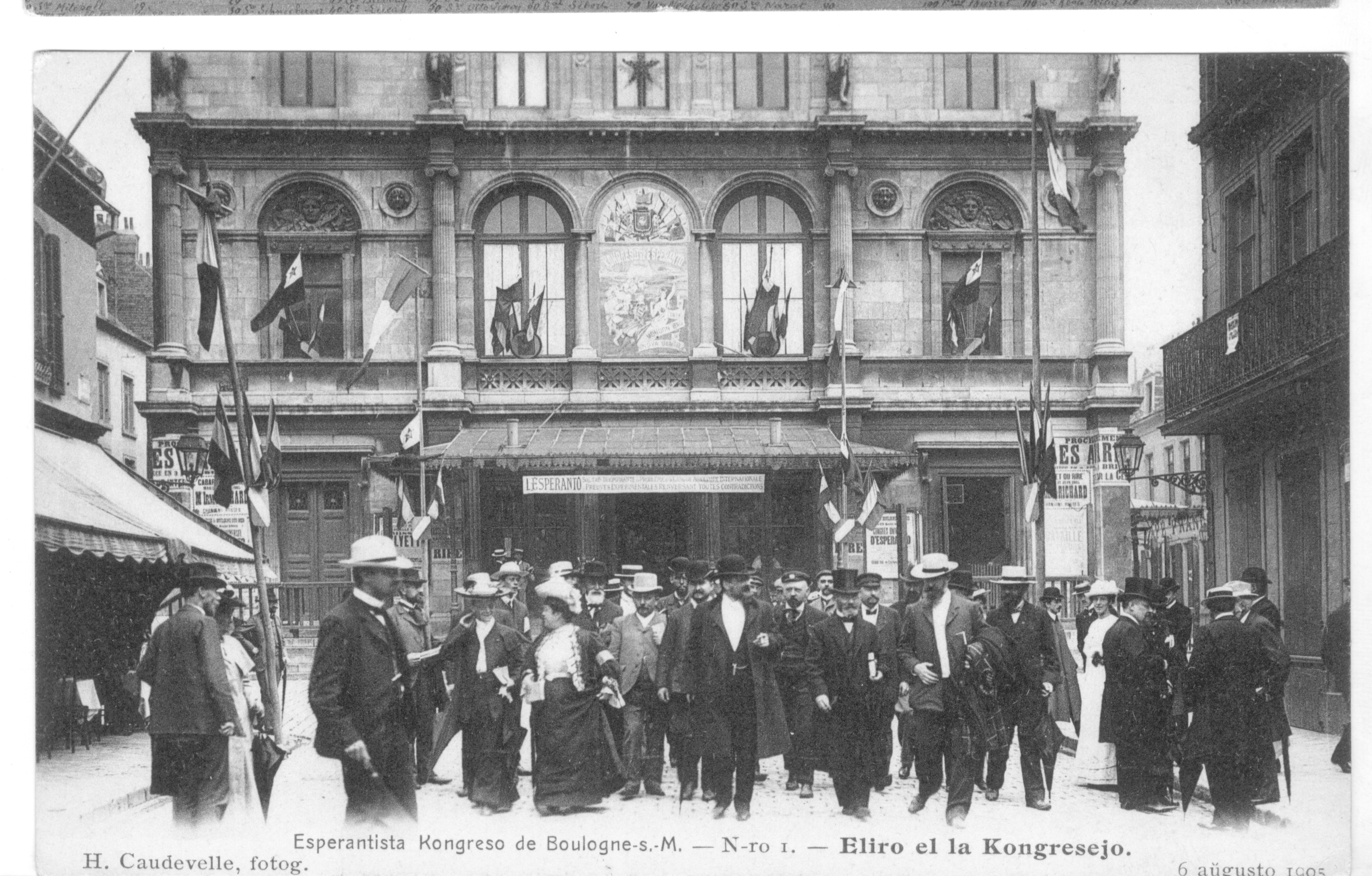
Sfârșitul primului congres mondial de esperanto de la Boulogne-sur-Mer.
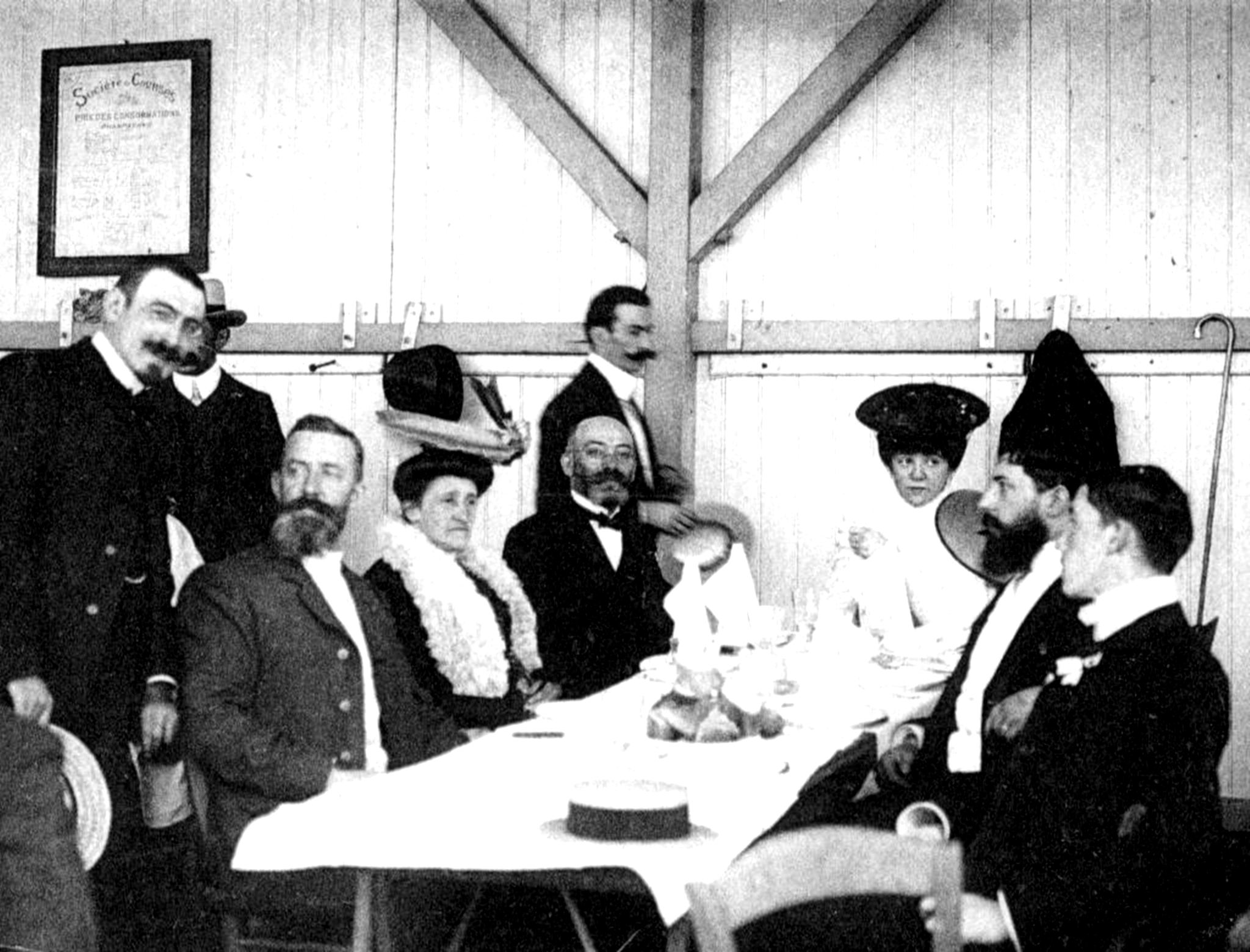
Familiile Zamenhof și Michaux la primul congres, Boulogne, 1905.